# Hippasteria spinosa
Hippasteria spinosa är en sjöstjärneart som beskrevs av Addison Emery Verrill 1909. Hippasteria spinosa ingår i släktet Hippasteria och familjen ledsjöstjärnor. Inga underarter finns listade i Catalogue of Life.

## Bildgalleri

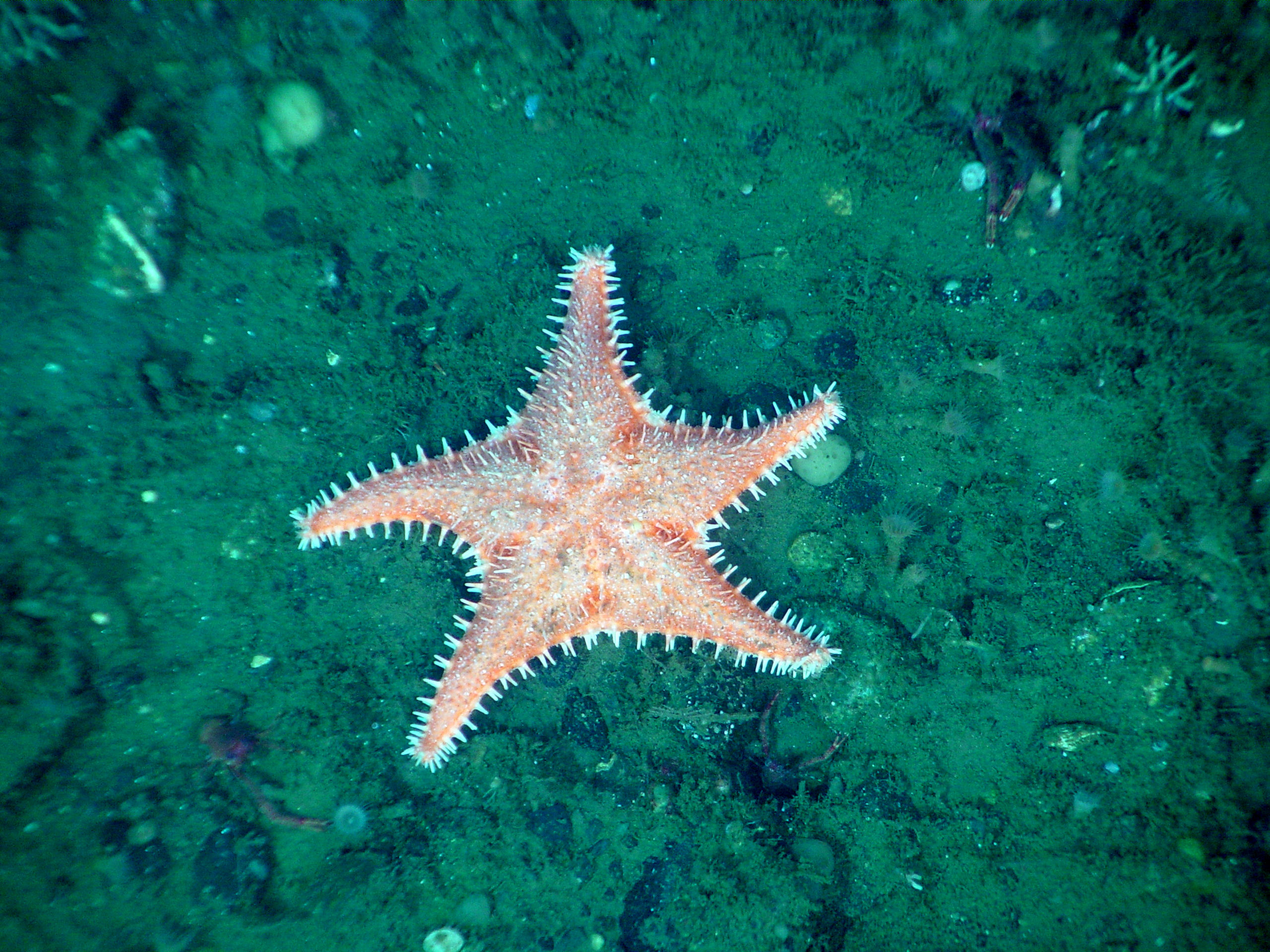
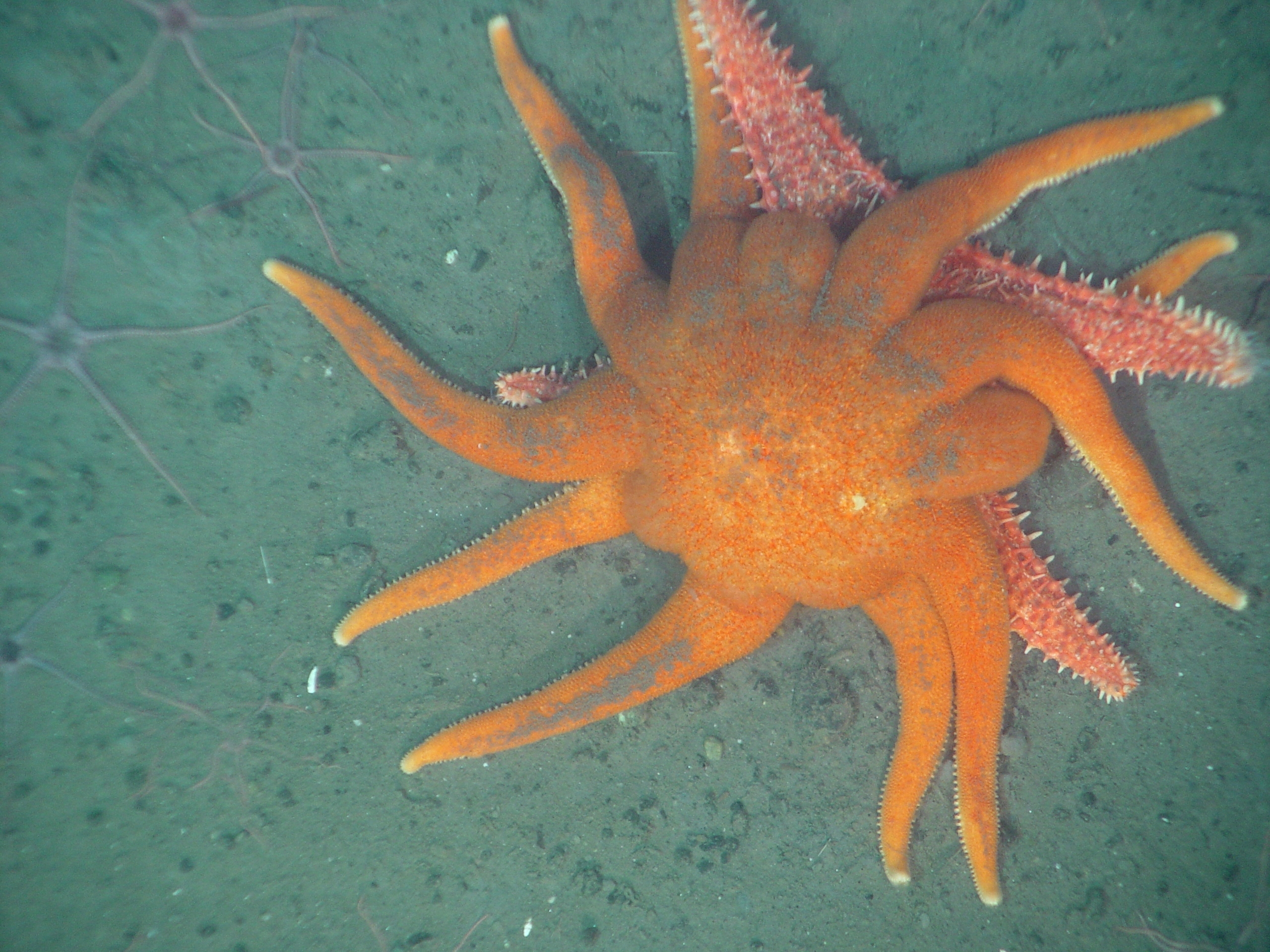